# 卡梅拉诺
卡梅拉诺（義大利語：Camerano），是意大利安科纳省的一个市镇。总面积19.81平方公里，人口7207人，人口密度363.8人/平方公里（2009年）。ISTAT代码为042006。